# Каролина фон Хесен-Хомбург
Каролина Улрика Луиза фон Хесен-Хомбург (на немски: Karoline Louise von Hessen-Homburg; * 26 август 1771, Хомбург; † 20 юни 1854, Рудолщат) е принцеса от Хесен-Хомбург и чрез женитба княгиня, регентка на Шварцбург-Рудолщат (1807 – 1814).

## Биография
Тя е дъщеря на ландграф Фридрих V Лудвиг фон Хесен-Хомбург и съпругата му принцеса Каролина фон Хесен-Дармщат (1746 – 1821), дъщеря на ландграф Лудвиг IX фон Хесен-Дармщат и Хенриета Каролина, сестра на Фредерика Луиза фон Хесен-Дармщат (1751 – 1805), кралица на Прусия, съпруга на крал Фридрих Вилхелм II.
Каролина се омъжва на 21 юли 1791 г. в Хомбург за наследствения принц Лудвиг Фридрих II фон Шварцбург-Рудолщат (1767 – 1807) от фамилията Шварцбург, от 1793 г. управляващ княз на княжество Шварцбург-Рудолщат. Нейната по-малка сестра Луиза Улрика (1772 – 1854) се омъжва през 1793 г. за по-малкия му брат принц Карл Гюнтер (1771 – 1825).
Каролина е високо образована. Князът умира на 28 април 1807 г. Според завещанието му Каролина е регентка до пълнолетието на синът им Фридрих Гюнтер до 1814 г. Каролина Луиза се познава с Гьоте, Шилер и Вилхелм фон Хумболт и си кореспондира с тях. Тя рисува акварели.
Умира на 20 юни 1854 г. в Рудолщат.

## Деца
Каролина и Лудвиг Фридрих II имат децата:
- Каролина Августа (1792 – 1794)
- Фридрих Гюнтер (1793 – 1867), княз на Шварцбург-Рудолщат

∞ 1. 1816 принцеса Августа фон Анхалт-Десау (1793 – 1854)
∞ 2. 1855 (морг.) графиня Хелена фон Рейна (1835 – 1860)
∞ 3. 1861 (морг.) Лидия Мария Шултце (1840 – 1909), „графиня фон Брокенбург“ 1861
- Текла (1795 – 1861)

∞ 1817 княз Ото Виктор I фон Шьонбург-Валденбург (1785 – 1859)
- Каролина (*/† 1796)
- Алберт (1798 – 1869), княз на Шварцбург-Рудолщат

∞ 1827 принцеса Августа Луиза цу Солмс-Браунфелс (1804 – 1865)
- Бернхард (1801 – 1816)
- Рудолф (1801 – 1808).